# サイドスラスター
サイドスラスター（英: side thruster）は、船を横方向に動かすための動力装置である。接岸や離岸の際に使用することで、時間や手間を省き、安全を確保することを目的に、比較的大きな船に装備されることが多い。船首付近に設置したものをバウスラスター(bow thruster)、船尾付近に設置したものをスターンスラスター(stern thruster)ともいう。

## 目的
サイドスラスターの目的は、舵とスクリューだけでは実現できない、または実現に困難が伴う、船に横方向の動きを与える事である。
多くの船は船尾にスクリューを備え、さらにその後ろに舵を持つという構造になっている。船の針路変更は、航行中に舵を切りスクリューの水流が舵に当って横に曲げられる時の反力で、船体に回転力を与えることで実現される。そのため、スクリューを停止して惰力航行している場合やスクリューからの水流が弱い低速航行時には舵の利きが悪くなり、停船時や制動中、後退時のようにスクリューを逆回転または逆ピッチにして前向きに水流を作っている場合には舵が全く効かなくなる。
そのため多くの船では、港での接岸・離岸時に小回りのきくタグボートなどの助力を必要とする。しかしタグボートでは手配の手間やコストが掛かり、これを省くためや、タグボートの数を減らすためにサイドスラスターが使われる。
サイドスラスターは、横方向の推力を得る機構であり、スクリューと舵による通常の操船では不可能な動きを可能とする。構造や取り付け位置によって細分化される。基本的に低速時に使われるものであり、船が高速で通常航行をしている場合にはほとんど効果はない。

## 構造
多くのサイドスラスターは、船体の左右を貫通するトンネルを設け、その途中にプロペラを設置して、左右方向の水流を作り出すという構造になっている。この構造のものは「トンネル・スラスター」などと呼ばれる場合がある。プロペラの動力は多くの場合電気モーターである。船の主エンジンなどで発電した電力を使うものが多いが、小型船では電池駆動のものもある。
釣り用などの小型船舶の船首部分に後付けされる、電動の小さなプロペラを持つオートスパンカーは、風や水流（潮流）による流れを防ぐ目的で用いられるものであり、スラスターとは区別される。

## 設置位置

サイドスラスター設置位置の喫水上に記されるマーク

船は、一般に（前進に伴って）「船尾を舵によって左右に振る」ことは可能だが、船首を左右に振ることはできない。そのためサイドスラスターは船首側に設けることが多い。船首に設置したスラスターを「バウスラスター 」(bow thruster)と呼ぶ（「バウ」は船首のこと）。
船尾側は、前進に伴って左右に振ることは可能だが、前進せずに左右に振ることはできない。そのため、船尾にもスラスターを設置する場合があり、その船尾に設置されたサイドスラスターは「スターンスラスター」(stern thruster) と呼ぶ（「スターン」は船尾のこと）。
船首・船尾の両方にスラスターを設置することもある。両方に設置した場合、船は低速ながら真横にも動くことができるようになる。またそれらのような、横（サイド）方向への推力（スラスト）を発生せしむるスラスターを総称して「サイドスラスター (side thruster)」と呼ぶ。
サイドスラスターが設置されている船では、設置されている部分の喫水線上に、円の中にスクリューを示すマークを描き、スラスターの存在位置を明示することが求められる。これは小型船が、サイドスラスターを使用中の船の側方を通航する場合に、思わぬ水流を受けて事故が起きないようにするためである。

## 接岸・離岸時の操船

### 接岸時
接岸時に狭い湾内の桟橋や岸壁に大型船を着けるのは、気象条件によっては大変な操船作業となる。湾内には小型船が行き交い、海底が浅いため自船や他船の水流が予想外の動きを作り、風は船体を風下側に押す。船は多くの場合、左舷側を岸に着けなければ不便であり、船首や船尾にランプウェイを持つフェリーではL字型の岸壁の最も奥に着けなければならない。こういった場合に、サイドスラスターがあれば接岸作業はかなり時間と手間が削減できる。

### 離岸時
離岸時には接岸時ほどサイドスラスターを必要としない。通常、船は船首側のもやいロープを外して、船尾側だけが岸壁に繋がれた状態で、舵を岸とは反対に切ってスクリューを微速前進回転させれば船首がゆっくりと岸から離れるので、船首が十分に岸から遠ざかった後は船尾側のもやいも解いて微速前進する。多くの船はこの操船法で足りるが、サイドスラスターがあればより離岸作業は迅速になる。
船尾側は舵とスクリューで側方の力が作れるが船首側はその手段がない。このためサイドスラスターでも船尾側のスターンスラスターだけ備える船は皆無であるが、船首側のバウスラスターだけを備える船は多い。

## サイドスラスターを備える船舶

### 大型船舶
サイドスラスターは基本的に船舶に横方向の運動能力を与えるためのものである。フェリー、クルーズ客船、軍艦などに広く採用されている。サイドスラスターは港内での接岸時に時間と手間、コストを削減できるだけでなく、上部構造物の大きな船では強風時の操船が困難であるため、安全のためにも備えている船は多い。クルーズ客船ではサイドスラスターを多数備えることで、他船のように岸壁を目前にして何分も掛けてゆっくりと近づき、乗客をイライラさせることがないようにしている船もある。

### 小型船舶
少ない人員で接岸を行う必要があり、それほど広くないマリーナ内での偏向を行う機会も多いプレジャーボートにも装備されており、30フィート以上のクラスには多く見られる。中にはバウとスターン両方のスラスターを備えるものもあり、これらは平行移動に加え、おのおのを逆向きに使うことで、その場での偏向（超信地旋回）も可能である。近年この手の機能はZeusやIPSなどに代表される、ジョイスティックによるコンピュータ制御のアジマススラスター（Zドライブ）に取って代わられつつあるが、1軸艇にはこれらのシステムが使えないことや、中・高速域での操船に違和感を持つ（嫌う）ユーザーも多いことから、従来型ドライブとスラスターの組み合わせがすぐに置き換えられる可能性は低い。

### 特殊船舶
圧縮空気による浮上航行を行うホバークラフトは航行中に水没する部位が存在しないため、空気力を利用したサイドスラスターを備える例が多い。圧縮空気を噴出する形式のものを船体左右に備えることが多いが、船体上部にファンを設置する例も存在する。バウスラスターのみ装備する機種、バウスラスターとスターンスラスター双方を併せ持つ機種の両方が存在する。これらと推進用プロペラ直後に設置されたラダーと組み合わせて使用することで、平行移動や超信地旋回が可能となっている。